# 岐山小吃
岐山小吃，是指陝西省岐山縣的地方小吃。“凤鸣岐山，天降祥瑞”。岐山地区在商、周时期就已经是当时的政治、经济、文化中心。

## 擀面皮

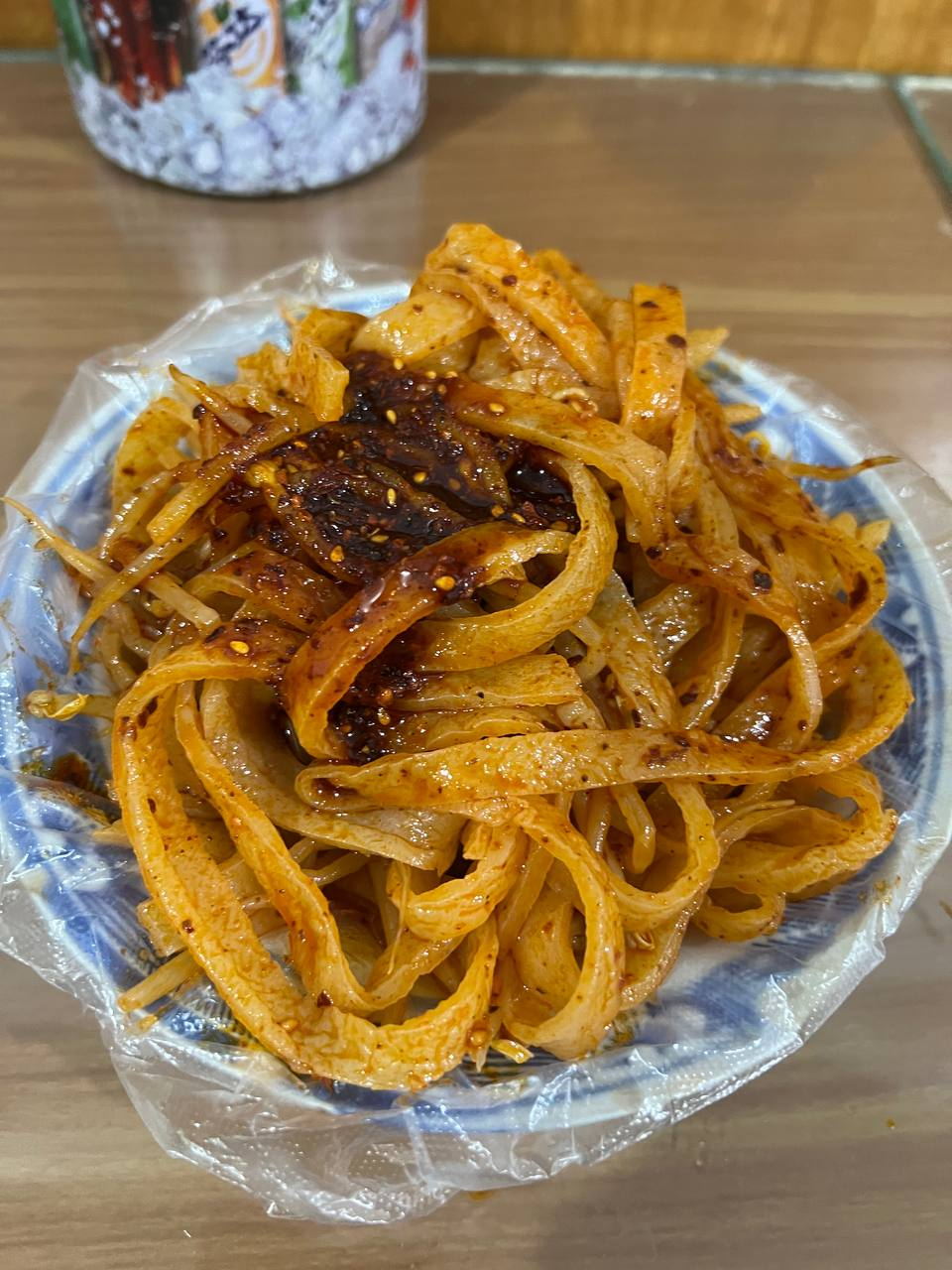
擀面皮

岐山擀面皮具有“白、薄、光、软、筋、香”的风味特点，令人百吃不厌。它是陕西面皮众多流派之一，与其类似的还有汉中米面皮、秦镇米面皮、回民麻酱酿皮。

## 臊子面
臊子面是岐山最有名气的小吃。以“薄、筋、光、煎、稀、汪、酸、辣、香”而著名。关中一些地方由于方言发音将臊（sào）子面读哨（shào）子面，造成外地人误以为两者不同。